# Trancecore (Post-Hardcore-Subgenre)
Trancecore (auch unter den Begriffen Electrocore oder Synthcore bekannt) ist ein Subgenre des Post-Hardcore, welches dieses mit Elementen der elektronischen Tanzmusik kombiniert. Der Trancecore entstand Anfang der 2000er-Jahre. Als Vorreiter gilt die 2003 gegründete britische Band Enter Shikari. Allerdings schreiben mehrere Online-Magazine der Band I See Stars, aufgrund ihres in der Szene sehr bekannten Debütalbums 3-D, eine Vorreiter-Rolle in diesem Genre zu.

## Musikalische Merkmale
Einige Post-Hardcore-Bands verwenden in ihrer Musik computergenerierte Trance- oder Electrosounds. Was den Stil neben den eben genannten Einflüssen vom typischen Post-Hardcore unterscheidet, sind die Vocoder-Stimmen. Im Gegensatz zum Nintendocore, dessen wichtigster Vertreter Horse the Band ist, werden keine „8-Bit-Nintendo-Sounds“ verwendet, sondern eher atmosphärische Tranceleads.
Charakteristisch für den Trancecore ist dieselbe Instrumentalisierung wie im Post-Hardcore, den Einsatz von Breakdowns wie im Metalcore, von Synthesizer und Auto-Tune-Effekten im Gesang. Im Genre selbst sind dynamische Übergänge von ruhigeren Balladen bis hin zu härteren Metalcore-Stücken möglich, manchmal sogar im gleichen Stück. Durch den Einsatz von elektronischer Musik kann zum Beispiel eine Fusion von Post-Hardcore und Trance, Techno, Drum and Bass, Hardstyle, Trap oder Dubstep ebenfalls als Trancecore bezeichnet werden.

## Bekannte Vertreter (Auswahl)
- Abandon All Ships
- Adam Kills Eve
- Attack Attack!
- Blood Stain Child
- Breathe Carolina (frühere Werke)
- Crossfaith
- Electric Callboy
- Enter Shikari
- Fail Emotions
- Fear From the Hate
- Helia
- To the Rats and Wolves
- His Statue Falls
- I See Stars
- One Morning Left
- Shoot the Girl First
- Silent Descent
- The Browning
- We Butter the Bread with Butter